# Odwrotka (konwencja brydżowa)
Odwrotka – konwencja brydżowa, integralna część systemu licytacyjnego Wspólny Język.
Po otwarciu 1♣ i odpowiedzi 1♥ lub 1♠, rebid 2♦ otwierającego jest odwrotką i pokazuje 18+PC oraz przynajmniej trzykartowy fit w kolorze partnera forsując do końcówki, pytając równocześnie odpowiadającego o więcej informacji na temat jego ręki.  Odwrotka jest rodzajem relaya.
Znaczenia odpowiedzi po odwrotce w różnych odmianach Wspólnego Języka:
|         | Wersja tradycyjna                    | Wspólny Język 98/2000                  | Wspólny Język 2005                    |
| 2♥      | 6-9PC z czwórką w kolorze odpowiedzi | do 10PC z czwórką w kolorze odpowiedzi | 7-10PC z czwórką w kolorze odpowiedzi |
| 2♠      | 6-9PC z przynajmniej piątką          | 11+PC z czwórką                        | 11+PC z czwórką                       |
| 2BA     | 10+PC i układ 5-3-3-2                | do 10PC z piątka                       | 11+PC z piątka                        |
| 3♣      | 10+PC czwórka starsza i pięć trefli  | 11+PC z piątką                         | 9-11PC czwórka starsza i pięć trefli  |
| 3♦      | 10+PC czwórka starsza i pięć kar     | do 10PC z szóstką                      | 9-11PC czwórka starsza i pięć kar     |
| 3♥      | 10+PC z czwórką                      | 11+PC z szóstką                        | 7-10PC z piątką, ręka niezrównoważona |
| 3♠      | 10+PC z piątką                       | po 1♥ Splinter                         | 7-10 z piątką, ręka zrównoważona      |
| 3BA     |                                      |                                        | 7-10 z szóstką                        |
| 4♣ i 4♦ |                                      | Splinter                               |                                       |
| 4♥      |                                      | Po 1♠ Splinter                         |                                       |